# Osmanthus × burkwoodii
Hybride
Parent  Osmanthus decorus de l'hybridation 
  Osmanthus decorus 
×

Parent  Osmanthus delavayi   de l'hybridation 
  Osmanthus delavayi 
Classification phylogénétique
Osmanthus x burkwoodii (Burkwood & Skipwith) P.S.Green, 1972, l’Osmanthe de Burkwood, est une espèce de plantes à fleurs de la famille des Oleaceae. C'est un hydride horticole provenant du croisement d’Osmanthus decorus et d’Osmanthus delavayi, obtenu par les horticulteurs britanniques les frères Arthurs et Albert Burkwood et Skipwith de Kingston upon Thames. C’est un arbuste cultivé formant une touffe compacte, aux feuilles opposées et persistantes, donnant une floraison printanière blanche, abondante et très parfumée.

## Nomenclature
Dans les années 1920-1928, les horticulteurs anglais Arthur et Albert Burkwood (resp. 1888-1951 et 1890-1978), réussirent un croisement interspécifique entre
- Osmanthus delavayi Franch. (introduit de Chine par le père Delavay)
- Osmanthus decorus Kasapligil (osmanthe du Caucase, originaire du Caucase), syn. Phillyrea decora Boiss. & Balansa

deux espèces appartenant actuellement au même genre Osmanthus de la famille des Oleaceae. Ces deux espèces sont toutes deux ornementales, avec des feuillages persistants et des fleurs odorantes.
En 1931, quand les frères Burkwood, associés Skipwith pour la nomenclature, ont donné une description de leur obtention dans The Gardeners' Chronicle & Agricultural Gazette III, 89: 438, sous le nom de × Osmarea burkwoodii Burkwood & Skipwith, les deux arbres parents n’étaient pas considérés du même genre. À l’époque, O. decorus était attribué au genre Phillyrea, ce qui explique le premier nom utilisé × Osmarea burkwoodii Burkwood & Skipwith. Car ce nom de genre Osmarea, est un nom générique artificiel utilisé pour désigner certains hybrides entre genres proches (Osmanthus × Phillyrea).
Quand l'Osmanthe du Caucase fut transférée du genre Phillyrea au genre Osmanthus, l’hybride des frères Burwood devint interspécifique (et non plus intergénérique). Ce qui permit au botaniste britannique Peter Shaw Green, en 1972, de le nommer Osmanthus x burkwoodii (Burkwood & Skipwith) P.S. Green. Il a publié ce renommage, dans Kew Bulletin 26: 489 (1972) ,.
Le "×" avant l'épithète spécifique indique qu’il s’agit d’un hybride.

## Description
Osmanthus x burkwoodii est un arbuste à feuilles persistantes avec de jeunes pousses duveteuses, formant une touffe assez compacte, buissonnante, de 1,5 à 3 m de  hauteur, mais pouvant être maintenu par la taille à 1,50 m.
Les feuilles opposées sont ovales à elliptiques de 3 à 6 cm de long, brièvement pétiolées ; le limbe est glabre, coriace, vert foncé plutôt brillant, à marges finement dentées en dents de scie, dents qui le rendent piquant. Elles sont persistantes (toute l’année).
Les inflorescences sont des fascicules le plus couramment axillaires de six ou sept fleurs blanches, parfumées, s’ouvrant en avril. Parfois, les fascicules sont en position terminale, notamment sur les jeunes pousses ou lorsque la croissance est temporairement arrêtée. Le tube de la corolle fait environ ¹⁄₂ cm de long, avec ses 4 lobes presque aussi longs que le tube.
La floraison est abondante, de longue durée, dans la première moitié du printemps, courant avril-mai, très parfumée à odeur de jasmin, nectarifère, visitée par de nombreux insectes pollinisateurs dont les abeilles et bourdons.
Les fruits sont généralement absents chez les individus cultivés car la majorité des plantes sont stériles ou peu fertiles. Sinon les fruits sont de petites drupes ovoïdes noir bleuâtre.
L'arbuste aujourd'hui connu sous le nom Osmanthus × burkwoodii (Burkwood & Skipwith) P.S. Green, est un hybride horticole créé au début du XXe siècle. Voici son histoire botanique et nomenclaturale en deux volets : l'obtention par croisement, et le reclassement taxonomique.

## Culture
Osmanthus x burkwoodii se plante à l’automne ou au printemps. Il se plaira dans un sol fertile, frais et bien drainé, au soleil ou à mi-ombre, voire même à l'ombre, à l'abri des vents froids.
Il n’a pas besoin d’être taillé régulièrement, à moins qu’il ne soit cultivé en haie ou si nécessaire pour limiter la croissance. Taillez à la fin du printemps après la fin de la floraison. 